# SN 2002dh
SN 2002dh – supernowa typu II odkryta 28 maja 2002 roku w galaktyce A152449-2245. W momencie odkrycia miała maksymalną jasność 18,30m.